# Břetislav Souček
Břetislav Souček (* 2. April 1947 in Brno) ist ein ehemaliger tschechoslowakischer Radrennfahrer und nationaler Meister im Radsport.

## Sportliche Laufbahn
Souček wurde 1968 nationaler Meister im Querfeldeinrennen vor Pavel Krejčí. Das Rennen wurde als Internationale Meisterschaft der Tschechoslowakei ausgetragen und von Michael Kaltofen aus der DDR gewonnen, Souček wurde Zweiter und damit nationaler Meister. Für die ČSSR startete er zweimal bei den UCI-Weltmeisterschaften im Querfeldeinrennen. 1968 belegte er beim Sieg von Roger De Vlaeminck den 10. Platz, 1969 wurde er 7. beim Weltmeisterschaftsrennen in Magstadt.
Auch als Straßenfahrer war er erfolgreich. 1968 wurde er Dritter der Griechenland-Rundfahrt und gewann kurz danach die Tour de Bohemia. 1969 siegte er in der Serbien-Rundfahrt. Auch die Slowakei-Rundfahrt entschied er für sich, er siegte vor Ladislav Bilo. 1969 wurde er auch nationaler Meister im Mannschaftszeitfahren.